# 太原雪斎
太原 雪斎/太原 崇孚（たいげん せっさい/たいげん そうふ）は、戦国時代の武将・政治家。臨済宗の僧侶（禅僧）で今川家の家臣。諱は崇孚。雪斎の号は居住した場所に「雪斎」と書かれた扁額があったことが由来。
父は庵原城主・庵原政盛（左衛門尉）。母は興津横山城主・興津正信の娘。父方の庵原氏は駿河庵原（現在の静岡市清水区）周辺を治める一族。母方の興津氏は横山城を本拠に海運を掌握し海賊（水軍）も率いていた。両家とも今川氏の譜代の重臣。今川義元に仕えて義元の家督相続に尽力。相続後は義元を補佐して内政・外交・軍事に敏腕を発揮して今川家の全盛期を築き上げた。
後奈良天皇から宝珠護国禅師を諡された。

## 生涯

### 義元の幼少時代

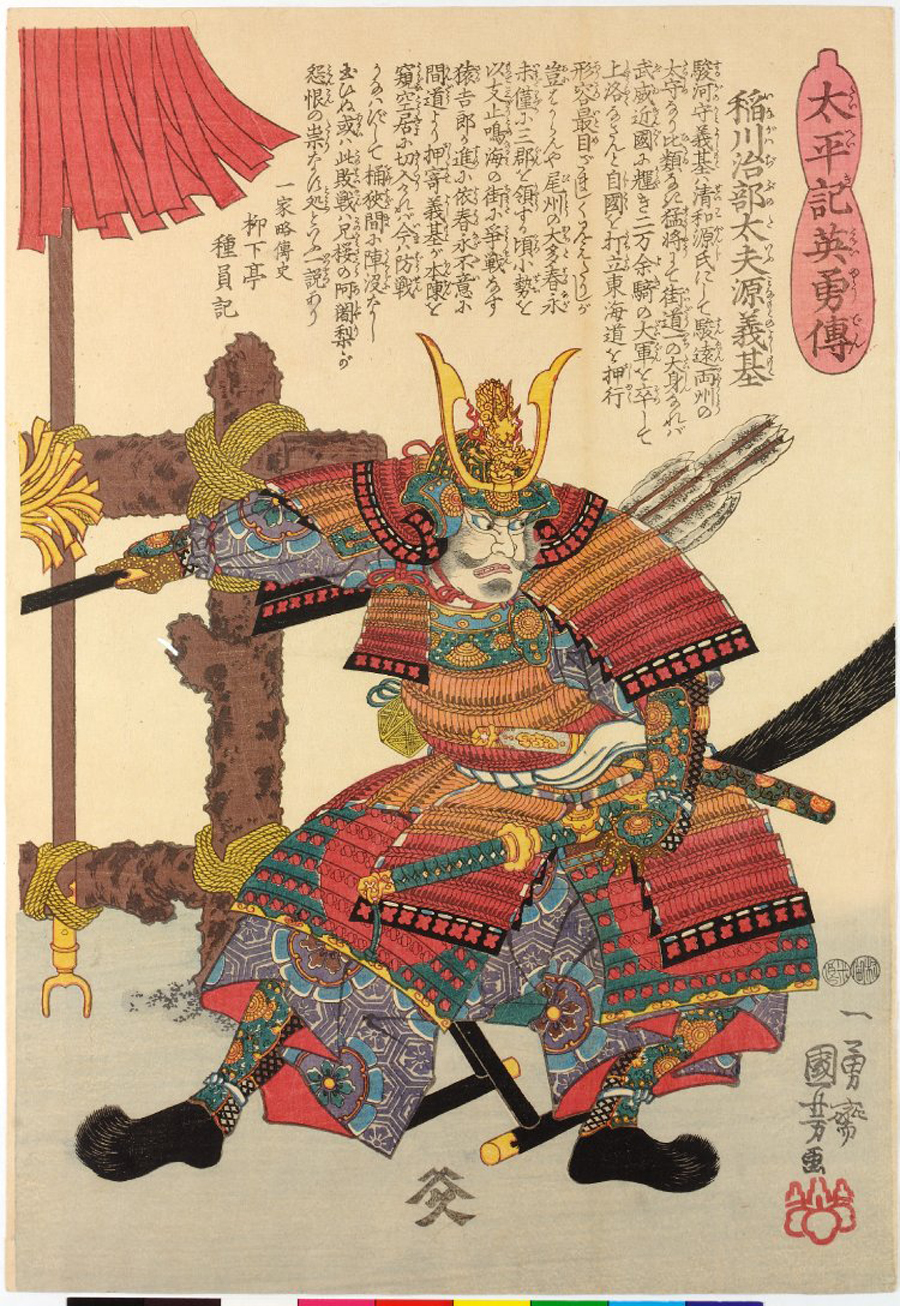
主君の今川義元

雪斎が義元と初めて出会ったのは大永2年（1522年）ごろのこととされる。はじめ雪斎は九英承菊（きゅうえいしょうぎく）と名乗って、駿河富士山麓の善得院（現在の臨済寺）に入寺し、幼名を芳菊丸といった義元の教育係を務めた。後に京都五山の建仁寺で修行をしていた。このころから秀才として将来を嘱望されていたと言われる。この噂を聞いた主君の今川氏親から帰国して今川家に仕えるよう要請されるが、一説にはこの要請を2度までも断ったと伝えられる。享禄3年（1530年）、建仁寺の師である常庵龍崇によって芳菊丸（義元）が得度の儀式（薙髪染衣）を行い、承芳と名を改める。2人はさらなる修行のため、大永5年（1525年）と天文2年（1533年）の2度に渡って上洛し、善得院から建仁寺へ、さらに妙心寺へと移った。このころに承芳（義元）は道号「栴岳」を与えられ栴岳承芳と名乗った。
今川家では大永6年（1526年）に氏親が死去。その葬儀のころ、義元は富士郡の善得寺にいた。氏親は、今川領国としては不安定な河東の安定化を図り、同地において重要な立場にある庵原氏出身の雪斎に、義元の補佐役・養育係を任せていた。天文4年（1535年）、善得寺の住持であった琴渓承舜の7回忌法要のため駿河に戻り、再び善得寺に入った。

### 義元の家督相続
天文5年（1536年）3月17日、氏輝が死去、為和の日記や武田家臣の日記『高白斎記』などに拠れば同日に氏輝の後継的立場にあった次弟の彦五郎も死去している。継嗣が無かったため、氏親の3男で義元の異母兄である玄広恵探と栴岳承芳こと義元の家督争いが起こる。この時、雪斎は義元の家督相続に尽力し、花倉館に籠城した玄広恵探を攻め、自刃に追い込んだとされる（花倉の乱）。このため、還俗して家督相続を実現させた義元は雪斎を厚く信頼し、政治・軍事における最高顧問として重用する。

### 雪斎の活躍

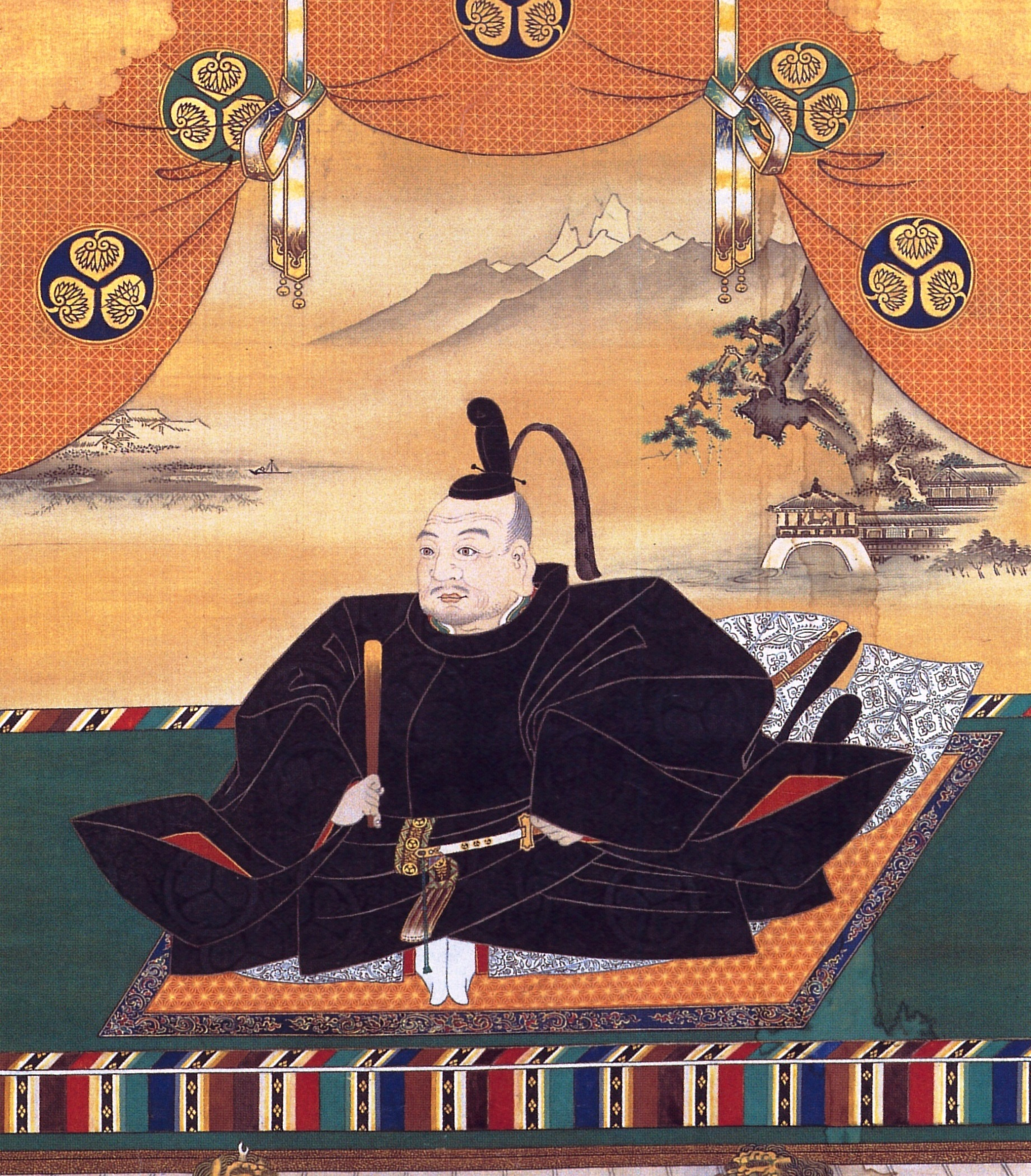
人質として引き取った徳川家康

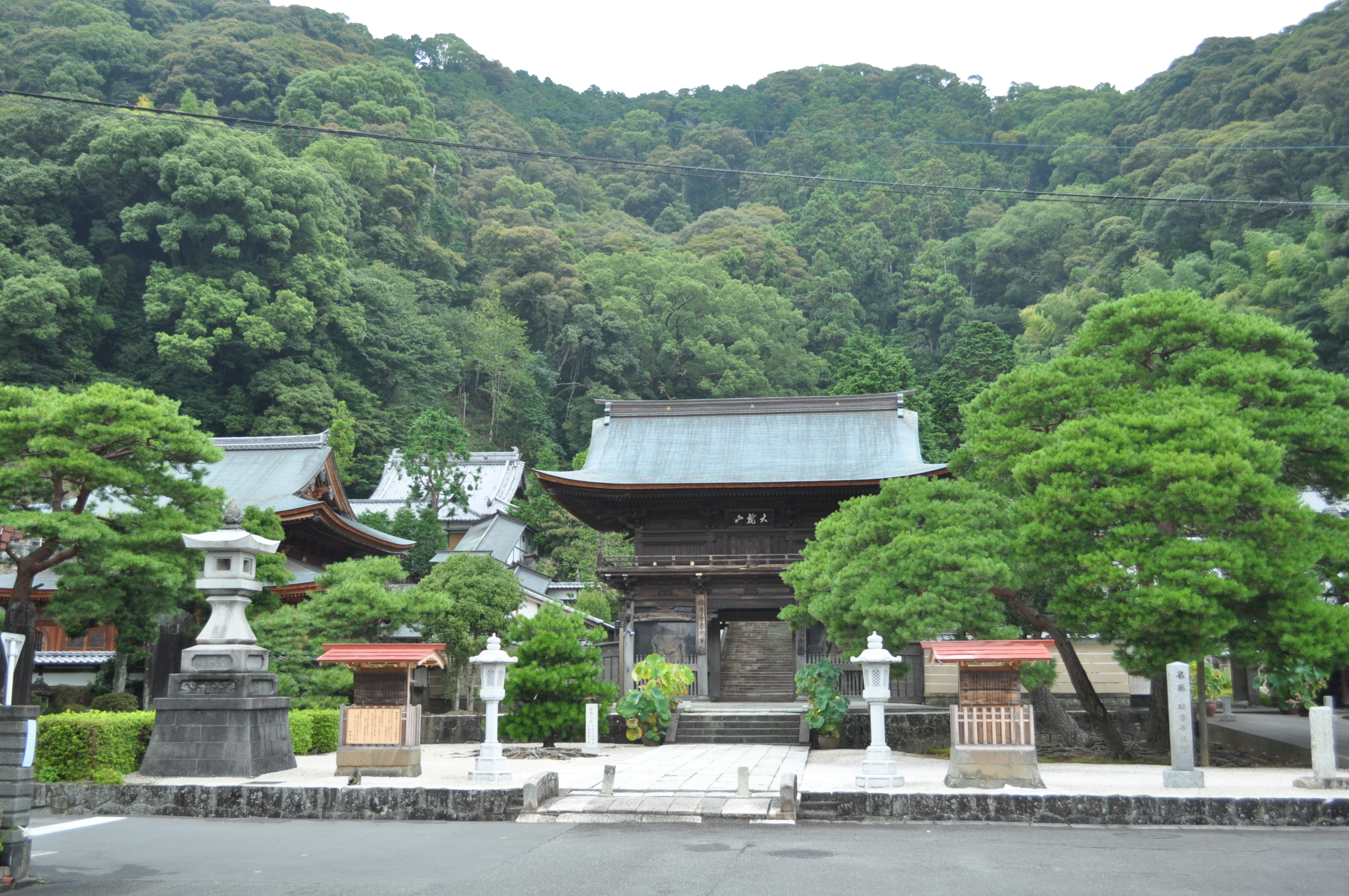
天文14年（1545年）、雪斎が開寺した臨済寺（2016年8月14日撮影）

雪斎は義元を政治・軍事の両面で全面的に補佐した。義元も雪斎を厚く信任して手厚い庇護を与えた。天文6年（1537年）、雪斎は氏親の時代から悪化していた甲斐の武田信虎との関係改善に務め、義元の正室に信虎の長女・定恵院を迎え、信虎の嫡子・晴信に三条公頼の娘・三条の方（今川家の遠縁）を周旋して、両家の間に甲駿同盟を成立させた。だがこのため、これまで同盟関係にあった相模の北条氏綱との関係が悪化し、氏綱は駿河東部に侵攻し、同地を占領した（河東の乱）。雪斎はこれに対して拙速を避け、天文14年（1545年）に関東管領の山内上杉憲政を誘い込んで武田晴信と共同して河東に出兵し、同地を取り戻している。（河越城の戦いも参照）。
天文12年（1543年）、雪斎は臨済寺の開山として迎えた大休宗休の門人となることが許されて同じ臨済宗でもそれまでの建仁寺派から離れて妙心寺派に転じ、法名も後世に知られる太原崇孚と改める。これは、当時妙心寺派の勢力が東国を中心に急速に拡大していたことに対応しようとしたものとされる（ただし、妙心寺が五山系の諸派と対立していた訳ではないことに注意を要する）。なお、それに先立って雪斎は同じ妙心寺派の明叔慶浚を臨済寺に招いて一時的に住職の地位を譲っている。
天文15年（1546年）10月、織田信秀が西三河に侵入して松平広忠が救援を要請してきたのを機会に、雪斎は大軍を率いて西三河に介入する。天文16年（1547年）、今川軍を率いて三河田原城を攻めて、同城を落とした。天文17年（1548年）3月19日、三河小豆坂で尾張の織田信秀と戦い、織田軍を破った（第2次小豆坂の戦い）。天文18年（1549年）11月、三河安祥城を攻めて織田信広を捕縛し、織田信秀と交渉を重ねて、織田家に奪われていた人質の松平竹千代（のちの徳川家康）を今川氏のもとへと取り戻している。この時の人質交換は三河の西野笠寺で行なわれた（『徳川実紀』東照宮御実記巻一　天文十八年）。安祥城を失ったことにより織田氏の勢力は著しく減退し、今川氏は西三河の支配権を得た。
天文19年（1550年）6月に義元の正室・定恵院が死去し、今川家と武田家の婚姻関係が絶えた。このため天文21年（1552年）11月に義元の長女・嶺松院を晴信の嫡子・義信の正室として嫁がせて同盟・婚姻関係を保持した。
天文23年（1554年）3月には甲斐の武田晴信、相模の北条氏康に働きかけ、甲相駿三国同盟の締結に尽力した。この同盟に伴い、義元の嫡子・氏真に氏康の娘・早川殿が嫁ぐ。これにより、今川家は三河など西方面への作戦に兵力を集中することが可能になったこの同盟に際し、武田晴信、北条氏康、主君の今川義元の三家の当主を駿河の善得院（現・臨済寺）で会合させたとの伝説もあり、現在では面会そのものは後世の創作との説が有力である（甲相駿三国同盟#善得寺会盟）。
このように外交と軍事の活躍が目立つ雪斎であるが、天文14年（1545年）に高僧を招いて駿府に臨済寺を開寺し、自らは2世住持となり、天文19年（1550年）には京都妙心寺の第35代住持に就任するなど、僧侶としても活躍している。雪斎の時代に駿河では善徳院と清見寺を中興し、今林寺や承元寺、葉梨長慶寺、庵原一乗寺が、遠州では定光寺が、三河では太平寺が興され、妙心寺派の普及がなされている。
天文22年（1553年）、今川家の分国法である今川仮名目録33か条の追加21箇条の制定に寄与する。また臨済宗を中心とした領内における寺社・宗教の統制や、在来商人を保護する商業政策なども行ない、今川氏の最盛期に大きく貢献した。中国の史書である歴代序略を印刷している。

### 最期
弘治元年（1555年）閏10月10日、駿河長慶寺にて死去した。享年60。

## 人物像
今川義元の右腕として手腕を発揮し、今川氏の発展に大きく寄与したことから「黒衣の宰相」「名補佐役」「軍師」などと現在では評価されている。『今川分限帳』では「執権」と評している。このように雪斎の手腕は今川義元の全盛期を築き上げた人物として後世には見られていた。そのため「雪斎が生きていれば桶狭間の敗戦はなかったろう」とまでいわれる。また『甲陽軍鑑』では雪斎の死後、山本勘助が「今川家の事、悉皆坊主（雪斎）なくてはならぬ家」と評したとしている。家康も「義元は雪斎和尚とのみ議して国政を執り行ひし故、家老の威権軽ろし。故に雪斎亡き後は、国政整はざりき」と評したという。
なお、庵原一族の庵原忠胤が武田信玄の家臣・山本勘助の義母（父の後妻）の親族と見られており、雪斎と勘助は縁戚関係にあった可能性もある。
人質時代の徳川家康の学問・軍学の師とする説も存在しており、小和田哲男が支持している。しかし雪斎の駿府不在時期と重なり、雪斎は名目上の師で実際は雪斎の弟子が行ったとする説を始め、その他異論・反論も多く、雪斎を家康の師匠としている『朝野旧聞裒藁』の記述も疑問視されている。
雪斎は『御屋形対諸宗礼之事』という義元の太守としての心得を遺している。これによると雪斎は有徳の僧侶であれば形式などくだらないものにこだわらないで尊敬する事、禅師・上人などの号に奢って堕落する高僧を非難するなど、合理主義者としての素養をうかがわせる一文がある。